# Graham Hill
Norman Graham Hill (Hampstead-London,  15. veljače 1929. – kraj Arkleya, 29. prosinca 1975.), britanski sportski automobilist i vlasnik trkaće momčadi.
Otac Damona Hilla, svjetski prvak u Formuli 1 1962. (BRM) i 1968. godine (Lotus-Ford). Jedini je vozač koji je uspio osvojiti trostruku krunu automobilističkih utrka. Pobijedio je na utrci 24 sata Le Mansa, utrci 500 milja Indianapolisa te je osvojio Svjetsko prvenstvo Formule 1.
Bolidi kojima je upravljao: BRM P261.